# Nora Bayes
Pour les articles homonymes, voir Bayes.
Nora Bayes (née le 8 octobre 1880 et morte le 19 mars 1928) est une chanteuse, humoriste et actrice américaine populaire du début du XXe siècle. Elle est enterrée au cimetière de Woodlawn.